# Aeroportul Kirundo
Aeroportul Kirundo (IATA: KRE, ICAO: HBBO) este un aeroport din Provincia Kirundo, Burundi ce deservește zona Kirundo. A fost numit după zona deservită.
Situat la o altitudine de 1.395 m, aeroportul dispune de o singură pistă.